# Bergmyrberget
Bergmyrberget este o arie protejată (arie specială de conservare — SAC, sit de importanță comunitară — SCI) din Suedia întinsă pe o suprafață de 22 ha, integral pe uscat.

## Localizare
Centrul sitului Bergmyrberget este situat la coordonatele 65°31′08″N 19°22′22″E / 65.519°N 19.3727°E.

## Înființare
Situl Bergmyrberget a fost declarat sit de importanță comunitară în decembrie 1995 pentru a proteja un număr necunoscut de specii din flora spontană și fauna sălbatică aflate în arealul zonei. Situl a fost protejat și ca arie specială de conservare în martie 2011.

## Biodiversitate
Situată în ecoregiunea boreală, aria protejată conține 2 habitate naturale: Mlaștini turboase de tranziție și turbării mișcătoare, Taiga vestică.
La baza desemnării sitului se află un număr nedeclarat de specii protejate.